# Benjamín Zarandona Esono
Benjamín Zarandona (Valladolid, 2 de març de 1976) és un futbolista castellanolleonès que ocupa la posició de migcampista. Benjamí va ser membre de la selecció de futbol d'Espanya sub-21 i de la selecció de Guinea Equatorial.
Va passar la major part de la seva carrera professional a Espanya, sobretot amb el Betis, on va romandre nou anys, guanyant una Copa del Rei i jugant en 194 partits competitius. Al llarg de 12 temporades, va acumular un total de 244 partits i 18 gols a la Lliga, representant també a la competició Valladolid i Cadis.

## Trajectòria
Benjamín es va formar a les categories inferiors del Reial Valladolid, passant pel filial B abans de debutar amb el primer equip.
L'abril del 1994 debuta a Primera amb el Valladolid, i gairebé apareix en la resta de partits d'eixa campanya, fins a 10. Tot i la seua progressió, no es fa amb un lloc titular a l'equip castellanolleonès fins a la quarta i darrera temporada al Zorrilla, la 97/98, on juga fins a 35 partits, tot ajudant a la classificació per a competicions europees.
Es va incorporar al Reial Betis l'estiu de 1998, sent en aquell moment el traspàs més car mai del Valladolid amb 10,7 milions de pessetes. Va jugar 28 partits en el seu primer any amb quatre aparicions a la Copa de la UEFA de l'equip, marcant dues vegades. A més, va passar la campanya 2000-01 ajudant els andalusos a aconseguir l'ascens a Segona Divisió, al costat del Sevilla FC.
Després de 26 partits de lliga la 2004-05, quan el Betis va aconseguir la classificació per a la UEFA Champions League i va aixecar la Copa del Rei, Benjamín va ser cedit al Cadis CF per a la temporada 2005-06, i el seu paper al primer equip aniria perdent importància progressivament: va estar sense marcar durant més d'un any, i més tard es va acordar una rescissió mútua del seu contracte.
Benjamín es va unir al Xerez CD de segona divisió durant la temporada 2007–08, però va durar només uns mesos i va ser apartat. El setembre de 2008, va fitxar amb el CF Palencia de Tercera Divisió, continuant competint en el futbol amateur fins a la seva retirada el juny de 2013.

## Selecció
L'any 1998, Benjamí va ajudar la selecció espanyola sub-21 a guanyar l'Eurocopa de la UEFA. Tanmateix, va canviar el 2004 i, com el seu germà petit Iván, que també jugava al Valladolid, va optar per representar Guinea Equatorial.
També va disputar un amistós amb la selecció de futbol de Castella i Lleó.

## Vida personal
El pare de Benjamí era basc i la seva mare era de Guinea Equatorial. Malgrat la seva filiació basca, mai va ser abordat per l'Athletic Club ni va jugar a Euskadi.